# Kalotermitidae
Los kalotermítidos (Kalotermitidae) son una familia de termitas, que contiene los siguientes géneros.

## Géneros
| - Allotermes - Bicornitermes - Bifiditermes - Calcaritermes - Ceratokalotermes - Comatermes - Cryptotermes - Epicalotermes - Eucryptotermes - Glyptotermes - Incisitermes | - Kalotermes - Lobitermes - Marginitermes - Neotermes - Paraneotermes - Postelectrotermes - Procyptotermes - Proneotermes - Pterotermes - Rugitermes - Tauritermes |